# End of the Weakness
Albums de Made of Hate
Bullet In Your Head
(2008)
End of the Weakness est le premier album studio du groupe de death metal mélodique polonais Made of Hate. Il faut cependant noter que lors de la sortie de l'album, le groupe s'appelait Archeon. Il s'agit d'ailleurs du seul album de la formation sorti sous ce nom ; il est paru au cours de l'année 2005 sous le label Polonais Empire Records.

## Liste des morceaux
1. Arising - 5:04
2. Day Of Doom - 4:29
3. Dead World - 4:03
4. Queen Of The Night - 4:36
5. Struggle With Death - 3:56
6. Lost Fool - 4:05
7. Ruins Of Life - 3:31
8. Prayer - 4:01
9. Hungarian Dance - 1:03

## Musiciens
- Michal Kostrzynski : Chant, Guitare
- Radek Polrolniczak : Guitare
- Grzegorz Jezierski : Basse
- Janek Lesniak : Claviers
- Tomek Grochowski : Batterie